# Taharana sparsa
Taharana sparsa  (лат.) — вид прыгающих насекомых рода Taharana из семейства цикадок (Cicadellidae). Вьетнам, Китай (остров Хайнань), Таиланд, Филиппины. Длина самцов 6,0-6,4 мм, самок 7,5-8,2 мм. Общая окраска рыжевато-бурая. Скутеллюм крупный, его длина больше длины пронотума. Голова крупная, отчётливо уже пронотума (передний край широко округлённый); лоб узкий. Глаза и оцеллии относительно крупные; глаза шаровидные, занимают более двух третей дорсальной поверхности головы. Клипеус длинный. Эдеагус очень длинный, узкий, без шипиков. Сходны по габитусу с Taharana bifurcata, отличаясь деталями строения гениталий. Типовой вид рода Taharana.